# キンメダイ科
キンメダイ科（学名：Berycidae）は、キンメダイ目に所属する魚類の分類群の一つ。キンメダイ亜目を構成する唯一の科で、キンメダイ・ナンヨウキンメなど底生性の深海魚を中心に2属10種が記載される。

## 分布・生態
キンメダイ科の魚類はすべて海水魚で、大西洋・インド洋および西部-中部太平洋の深海に広く分布する。大陸棚から大陸斜面にかけての海底付近を遊泳して暮らす底生魚のグループで、水深200-600mの範囲で生活する種類が多い。
キンメダイ属の2種（キンメダイ・ナンヨウキンメ）は世界中の温帯・熱帯域に分布する汎存種で、各地で食用魚としての需要が高い。大西洋に生息するキンメダイ科魚類はこの2種のみで、キンメダイ属の残る1種（フウセンキンメ）とキンメダマシ属の仲間（7種）はいずれもインド太平洋に限局して分布する。
食性は一般に肉食性で、他の魚類や甲殻類・貝類・頭足類などを捕食する。卵は浮性卵で、仔魚は浮遊生活を送ることが知られている。

## 形態

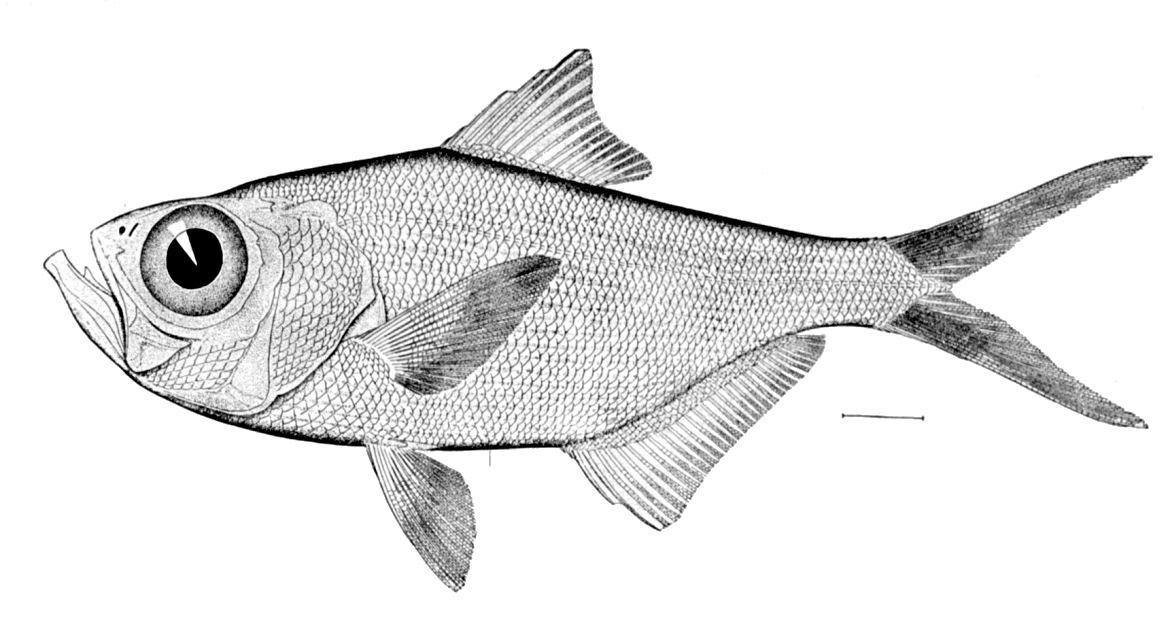
キンメダイ Beryx splendens （キンメダイ属）。日本を含む世界各地で食用とされる種類。遊泳にはほとんど胸鰭しか用いない

キンメダイ科の魚類は左右に平たく側扁した、いわゆる鯛型の体型をもつ。体長数十cm程度の中型種が多く、最大種のナンヨウキンメは全長1mに達することもある。中深層（200-1,000m）の底部に分布する多くの深海魚に共通してみられる特徴として、赤色あるいは桃色を基調とした鮮やかな体色と大きな眼をもつ。鱗の内側に肉質の突起をもつ種類が多く、本科魚類の形態学的特徴の一つとなっている。
背鰭は切れ込みをもたず、4-7本の棘条と12-20本の軟条で構成される。背鰭棘条は前から後ろにかけて、次第に丈が高くなる。腹鰭は1棘7-13軟条で、臀鰭には4本の棘条を備え、軟条数はキンメダイ属・キンメダマシ属でそれぞれ25-30軟条・12-17軟条となっている。両属は側線鱗の数によっても鑑別し得る（キンメダイ属66-82枚、キンメダマシ属39-51枚）。椎骨は24個。

## 分類
キンメダイ科は本科のみでキンメダイ亜目を構成し、Nelson(2016)の体系において2属10種が認められている。本稿では、FishBaseに記載される2属10種についてリストする。
- キンメダイ属 Beryx

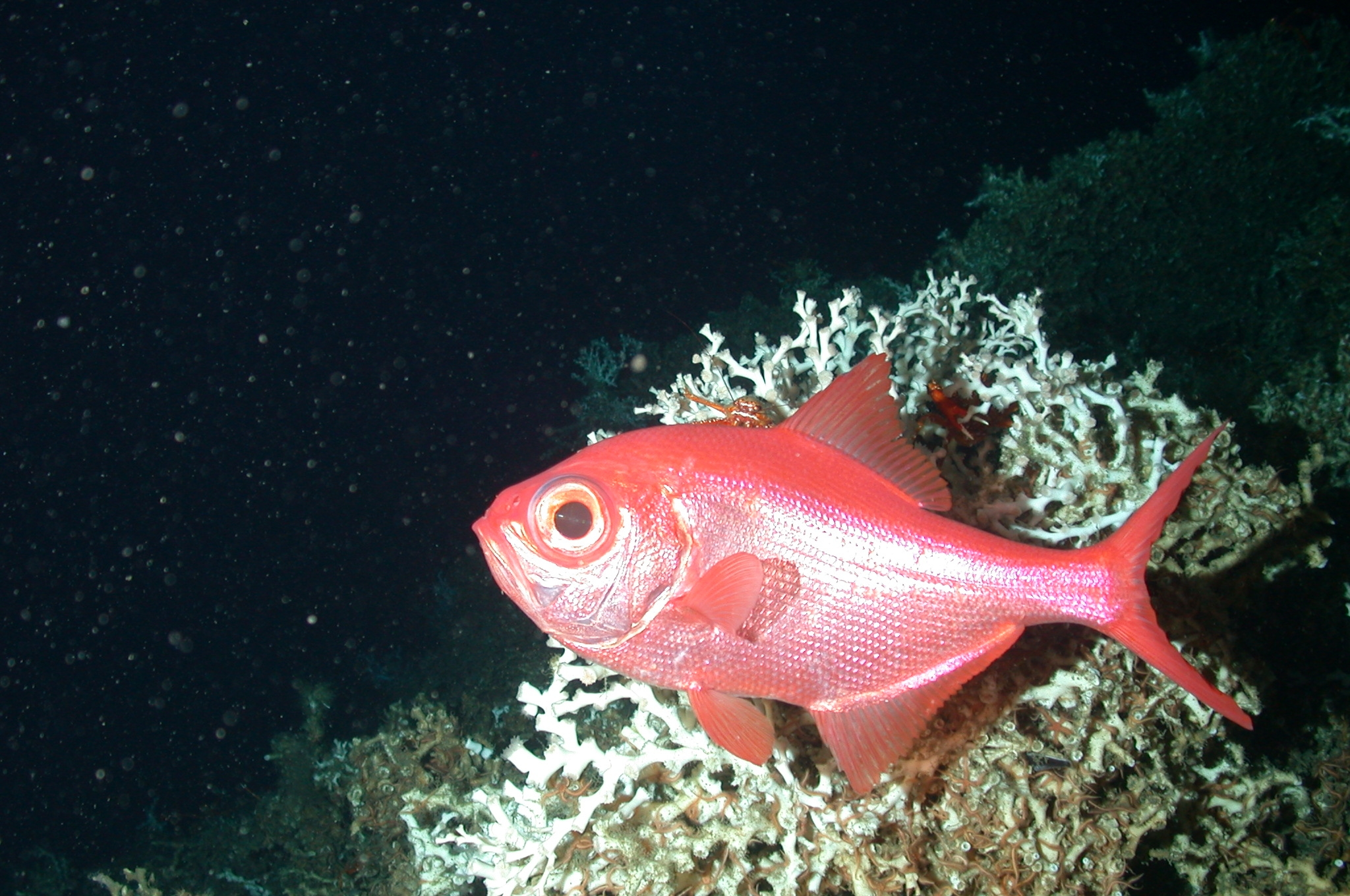
ナンヨウキンメ Beryx decadactylus （キンメダイ属）。本科魚類の多くは鮮やかな赤い体色をもつ。本種はキンメダイとよく似るが、体高が比較的高いことで鑑別できる

  - キンメダイ Beryx splendens
  - ナンヨウキンメ Beryx decadactylus
  - フウセンキンメ Beryx mollis
- キンメダマシ属 Centroberyx
  - キンメダマシ Centroberyx druzhinini
  - アカネダイ[5] Centroberyx affinis
  - Centroberyx australis
  - Centroberyx gerrardi
  - Centroberyx lineatus
  - Centroberyx rubricaudus
  - Centroberyx spinosus